# Elephantopus dilatatus
Elephantopus dilatatus là một loài thực vật có hoa trong họ Cúc. Loài này được Gleason mô tả khoa học đầu tiên năm 1906.